# دينيس شيبيرد
دينيس شيبرد هو والد ماثيو شيبرد الطالب البالغ من العمر 21 عاما في جامعة وايومنغ الذي اغتيل في أكتوبر 1998 في ما أصبح أحد أكثر الحالات المسلط عليها الأضواء بالنسبة إلى جرائم الكراهية ضد المثليين والمثليات. هو وزوجته جودي شيبرد شاركا في تأسيس مؤسسة ماثيو شيبرد للدفاع عن حقوق المثليين. لقد كان مدافعا عن رعاية الوالدين للأطفال المثليين على حد سواء خلال حياة ماثيو وعلنا للغاية ومنذ وفاة ماثيو. هو وجودي مستمرين في العيش والعمل في كاسبر.

## الحياة الشخصية
ولد في سكوتسبلوف بنبراسكا وحصل على شهادته من جامعة وايومنغ قبل الزواج من جودي في عام 1973 وانتقل إلى كاسبر بوايومنغ في عام 1976. عندما أقام أيضا في المملكة العربية السعودية عاد إلى كاسبر حيث حاليا يعمل ويقيم. دينيس أب لولدين وهما ماثيو واين شيبرد (1976-1998) ولوغان شيبرد (مواليد 1981).

## المسيرة المهنية
كان شيبرد مهندس سلامة صناعة النفط وعمل لأكثر من 16 عاما في عمليات السلامة لشركة أرامكو السعودية في الظهران بالمملكة العربية السعودية قبل أن يتقاعد من منصبه في عام 2009.

## التأييد
يخدم في مجلس إدارة مؤسسة ماثيو شيبرد في الإدارة منذ إنشاء المنظمة وحاليا يتحدث للجمهور في جميع أنحاء البلاد وخاصة أن منظمات الدفاع عن الضحايا والجمهور عن تجربته وأهمية المساواة في المعاملة بين ضحايا جريمة المثليين ومحبينهم. في 20 مارس 2007 تم تقديم مقترح قانون باسم ماثيو شيبرد رقم 1592 وهو مشروع قانون الذي من شأنه أن يوسع التشريع الاتحادي لجرائم الكراهية لتشمل الميول الجنسية وتم تقديمه على أنه تشريع للحزبين الجمهوري والديمقراطي في الكونغرس الأمريكي برعاية النائب الديموقراطي جون كونيرز مع 171 نائب مساند له. كان دنيس وزوجته جودي حاضرين في حفل التقديم. لم يتم التصديق على هذا القانون بسبب تهديد رئيس الولايات المتحدة جورج دبليو بوش باستخدام حق النقض ضد مشروع القانون إذا مر. في 22 أكتوبر 2009 أصدر قام الكونغرس الأمريكي بالتصديق على مشروع القانون وفي 28 أكتوبر 2009 وقع الرئيس أوباما على التشريع ليصبح قانونا.